# Dziwiszowice
Dziwiszowice (niem. Wiedemuth (1844 r.), Lessendorf-Wiedemuth (1933 r.)), Kolonia Leśniówka (1945 r.) –  nieistniejąca osada w Polsce położona w województwie lubuskim, w powiecie nowosolskim, w gminie Kożuchów.

## Historia
Założony prawdopodobnie w średniowieczu folwark należał do kościoła w pobliskich Solnikach. Następnie został własnością posiadłości ziemskiej w Lasocinie. Opuszczony i rozebrany w latach 60. XX w.

## Położenie
Osada znajdowała się po prawej stronie drogi wojewódzkiej nr 283 z Kożuchowa do Bytomia Odrzańskiego, między Czciradzem a Lasocinem, na wysokości zjazdu do Drwalewic.